# Pascal Colrat
Pour les articles homonymes, voir Colrat.
 (mars 2012).
Si vous disposez d'ouvrages ou d'articles de référence ou si vous connaissez des sites web de qualité traitant du thème abordé ici, merci de compléter l'article en donnant les références utiles à sa vérifiabilité et en les liant à la section « Notes et références ».
Pascal Colrat (né le 21 août 1969 en banlieue parisienne) est un artiste photographe illustrateur  et affichiste français.

## Biographie
Pascal Colrat est né en 1969 en banlieue parisienne. Il suit l’enseignement de l’école Supérieure des Beaux-Arts de Paris où il s’installe définitivement à la fin des années 1990. 
Il travaille pour différentes institutions culturelles et politiques telles que Amnesty International, Act Up, la Comédie Française, le centre Georges-Pompidou, le Tarmac de la Villette, l’opéra de Lille, le grand théâtre de Lorient, la Scène nationale de Rouen, le théâtre Jean-Vilar ou le théâtre de l’Aquarium[réf. souhaitée].